# Nino Luarsabishvili
Nino Luarsabishvili (in georgiano ნინო ლუარსაბიშვილი?, in russo Нино Лоуарсабишвили?, Nino Louarsabišvili; Tbilisi, 3 febbraio 1977) è un'ex tennista georgiana.

## Carriera
Raggiunse il suo best ranking in singolare il 24 aprile 1995 con la 135ª posizione; nel doppio divenne, il 21 luglio 1997, la 111ª del ranking WTA.
Da junior, ottenne risultati molto prestigiosi, quali la vittoria dell'International Championships of Venezuela e del Trofeo Bonfiglio, due tornei di grado A, nel 1993 e la semifinale raggiunta nel 1994 all'Open di Francia; in quell'occasione fu sconfitta dalla svizzera Martina Hingis, futura vincitrice del torneo.
Passata fra i professionisti, non riuscì a ripetere quanto fatto in precedenza; vinse in carriera soltanto sei tornei del circuito ITF in singolare e sette in doppio; fra questi il più importante fu il Goldwater Women's Tennis Classic, torneo con un montepremi di 50 000 dollari vinto nel 1997, in coppia con la francese Lea Ghirardi.
Fece parte della squadra georgiana di Fed Cup dal 1994 al 1999, con un bilancio complessivo di diciassette vittorie e ventitré sconfitte fra singolare e doppio.

## Statistiche

### Tornei minori

#### Singolare

##### Vittorie (6)
| Torneo 100 000 $ (0) |
| Torneo 75 000 $ (0)  |
| Torneo 50 000 $ (0)  |
| Torneo 25 000 $ (1)  |
| Torneo 10 000 $ (5)  |

| N. | Data            | Torneo                                             | Superficie  | Avversaria in finale | Punteggio     |
| 1. | 15 marzo 1993   | ITF Women's Circuit Jaffa, Giaffa                  | Cemento     | Shiri Burstein       | 6-1, 6-2      |
| 2. | 22 marzo 1993   | ITF Women's Circuit Ramat Hasharon, Ramat HaSharon | Cemento     | Anja Franken         | 6-2, 6-1      |
| 3. | 13 giugno 1994  | ITF Women's Circuit Jihlava, Jihlava               | Terra rossa | Lenka Cenková        | 6-2, 6-0      |
| 4. | 24 giugno 1996  | ITF Women's Circuit Madison, Madison               | Cemento     | Vanessa Webb         | 1-6, 6-1, 6-2 |
| 5. | 19 maggio 1997  | ITF Women's Circuit Sochi, Soči                    | Cemento     | Jessica Steck        | 7-5, 6-0      |
| 6. | 7 dicembre 1998 | ITF Women's Circuit Ismailia, Ismailia             | Terra rossa | Gabriela Voleková    | 1-6, 6-2, 7-5 |

#### Doppio

##### Vittorie (7)
| Torneo 100 000 $ (0) |
| Torneo 75 000 $ (0)  |
| Torneo 50 000 $ (1)  |
| Torneo 25 000 $ (3)  |
| Torneo 10 000 $ (3)  |

| N. | Data             | Torneo                                                | Superficie  | Compagna          | Avversaria in finale                     | Punteggio        |
| 1. | 17 giugno 1996   | ITF Women's Circuit Peachtree, Peachtree              | Cemento     | Erica Adams       | Joanne Limmer Lisa McShea                | 6-3, 7–6(4)      |
| 2. | 29 luglio 1996   | ITF Women's Circuit Roanoke, Roanoke                  | Cemento     | Liezel Huber      | Rebecca Jensen Shannan McCarthy          | 6-4, 6-4         |
| 3. | 31 marzo 1997    | Goldwater Women's Tennis Classic, Phoenix             | Cemento     | Lea Ghirardi      | María José Gaidano María Vento-Kabchi    | 6-0, 6-2         |
| 4. | 23 luglio 1997   | Open GDF Bordeaux, Bordeaux                           | Terra rossa | Caroline Dhenin   | Maria-Fernanda Landa Marlene Weingärtner | 6(8)–7, 6-4, 7-5 |
| 5. | 30 novembre 1998 | ITF Women's Circuit Ain El Sukhna, Ain El Sukhna      | Terra rossa | Bahia Mouhtassine | Sabina Da Ponte Nathalie Viérin          | 7-5, 6-3         |
| 6. | 7 dicembre 1998  | ITF Women's Circuit Ismailia, Ismailia                | Terra rossa | Bahia Mouhtassine | Ljiljana Nanušević Gabriela Voleková     | 6-3, 6-3         |
| 7. | 12 luglio 1999   | Torneo Internazionale Femminile Città di Sezze, Sezze | Terra rossa | Charlotte Aagaard | Eva Belbl Shelley Stephens               | 6-2, 6-2         |